# Live at Shepherds Bush Empire
Live at Shepherds Bush Empire är en livevideo av Björk, inspelad från en konsert vid Shepherds Bush Empire i London den 17 februari 1997. Den gavs ut av One Little Indian Records på vhs den 15 december 1998 och på dvd den 19 november 2001. Bland medverkande i framträdandet märks Guy Sigsworth och Plaid-medlemmarna Andy Turner och Ed Handley.
Videon består av 17 låtar som återfinns på albumen Debut och Post, förutom "I Go Humble" som är b-sida på singeln "Isobel". Själva konserten bestod dock av ytterligare två låtar; extranumren "It's Oh So Quiet" och "Big Time Sensuality". Flera av de inspelade låtarna kom även senare med på skivan Post Live från samlingsboxen Live Box (2003). Låten som spelas under eftertexterna heter "Glóra" och är ett instrumentellt flöjtstycke av Björks förutvarande grupp The Elgar Sisters.

## Låtlista
1. "Headphones" (3:00)
2. "Army of Me" (4:06)
3. "One Day" (3:38)
4. "The Modern Things" (3:58)
5. "Venus as a Boy" (5:00)
6. "You've Been Flirting Again" (2:38)
7. "Isobel" (5:28)
8. "Possibly Maybe" (5:42)
9. "I Go Humble" (4:02)
10. "Big Time Sensuality" (5:12)
11. "Hyperballad" (5:03)
12. "Enjoy" (3:45)
13. "Human Behaviour" (3:33)
14. "Anchor Song" (3:17)
15. "I Miss You" (3:59)
16. "Crying" (4:32)
17. "Violently Happy" (5:49)

## Medverkande
- Björk - sång
- Guy Sigsworth - keyboard
- Plaid (Andy Turner & Ed Handley) - keyboard
- Yasuhiro "Coba" Kobayashi - dragspel
- Trevor Morais - trummor
- Leila Arab - mixning